# البطولات الوطنية الأمريكية 1934 - فردي السيدات
في البطولات الوطنية الأمريكية 1934 - فردي السيدات فازت الأمريكية هيلين جاكوبز بلقب البطولة بعد فوزها على الأمريكية سارة بالفري كوك في المباراة النهائية بنتيجة 6–1، 6–4.

## التوزيع
- هيلين جاكوبز (البطلة)
- سارة بالفري كوك (النهائي)
- كارولين بابكوك (نصف النهائي)
- دوروثي أندروس (نصف النهائي)
- بيتي ناتال (الجولة الثانية)
- كاي ستامرز (ربع النهائي)
- فريدا جيمس (ربع النهائي)